# 中華人民共和国の企業一覧
中華人民共和国の企業一覧（ちゅうかじんみんきょうわこくのきぎょういちらん）は、中国本土に本拠を置く、中国を代表する企業の一覧である。全ての中国の企業についてはCategory:中華人民共和国の企業を参照。
香港に本拠を置く企業については香港の企業一覧を、台湾に本拠を置く企業については台湾の企業一覧を参照。

## 電機・家電・電子機器
- ハイアール・グループ
- レノボ
- 海信
- 上海電気集団、ハルビン電気集団、四川電器集団 - 重電関連
- ファーウェイ
- サンテックパワー
- シャオミ

## 自動車製造
- 上海汽車
- 第一汽車
- 東風汽車
- 南京汽車
- 広州汽車
- 北京汽車
- 奇端汽車
- 吉利汽車
- 長安汽車
- 華晨汽車
- 江鈴汽車
- 長城汽車
- 比亜迪汽車
- 宇通客車 （バス）
- 陝西汽車 （トラック）
- 星月

## 造船
- 中国船舶重工集団
  - 大連船舶重工集団
- 中国船舶工業集団
  - 上海外高橋船舶重工集団

## 輸送機器・部品・素材・開発
- 中国中車
  - 中国南車集団 （株洲電力機車など）
  - 中国北車集団（大連機車車輛、大同電力機車、長春軌道客車、唐山軌道客車など）
- 京西重工國際 （旧名：北泰創業、ノースターファウンダーズ）

## 製鉄業
- 宝鋼集団
- 鞍鋼集団
- 本渓鋼鉄
- 包頭鋼鉄
- 首鋼集団
- 河北鋼鉄集団
- 武漢鋼鉄
- 江蘇沙鋼集団

## インフラ
- チャイナ・レイルウェイ・コンストラクション（中国鉄建）
- 万科企業 （Vanke Group）
- シュイオンランド
- 万達グループ
- 複星国際 (Fosun Group)

## 化学、石油、産業財
- ペトロチャイナ（中国石油天然気集団公司）
- シノペック（中国石油化工集団公司）
- シーノック（中国海洋石油総公司）
- チャイナ・シェンフア（中国神華）
- ケムチャイナ（中国化工集団公司）

## 電力
- 大唐国際発電
- 国家電網公司
- 中国南方電網公司
- チャイナ・シェンフア（中国神華）

## 航空機メーカー
- 中国航空工業集団公司　（2008年に第一公司と第二公司が再合同）
  - 西安飛機工業公司
  - 成都飛機工業公司
  - 昌河飛機工業公司
  - 南昌飛機製造公司
  - 哈爾浜飛機製造公司
  - 瀋陽飛機工業集団
    - 瀋陽航天三菱発動機製造
- 中国商用飛機　（2008年に成立）
  - 上海航空機製造 （COMAC C909の製造も）

## 金融・保険
- 中国銀行 (中華人民共和国)
- 中国人民銀行
- 中国工商銀行
- 中国建設銀行
- 中国農業銀行
- 交通銀行
- 招商銀行
- 中信銀行
- 中信証券（CITICセキュリティーズ）
- HSBC
- 中国銀行 (香港)
- ジャーディン・マセソン
- 国家開発銀行
- 中国海外発展
- 大連銀行、盛京銀行、吉林銀行、ハルビン銀行

- 中国平安保険
- 中国人寿保険
- 興業銀行
- 広発銀行
- 中央匯金投資公司

## シンクタンク
- 中国社会科学院
- 上海国際問題研究院
- 中国現代国際関係研究院
- 中国国際問題研究院
- 北京大学中国経済研究センター
- 国務院発展研究センター
- 中国科学院
- 軍事科学院
- 国家情報センター

## インターネット関連
- 百度
- 新浪
- 捜狐
- 網易
- 雅虎中国（ヤフー）、雅虎中文（ヤフー）、雅虎香港（ヤフー）
- MSN中国
- テンセント（QQ、微信WeChat）
- アリババグループ（淘宝、支付宝Alipay）
- ximalaya

## 通信
- 香港電訊
- テレコムチャイナ
- パシフィック・センチュリー・サイバーワークス（PCCW）
- ハチソン・ワンポア

## 電話事業者
- チャイナモバイル
- チャイナテレコム
- チャイナユニコム

## ソフトウェア
- 用友軟件 (UFIDA)
- 金山軟件有限公司 (Kingsoft)
- 金蝶国際 (Kingdee)
- 東軟グループ (Neusoft)
- ハイソフト科技（国際）集団公司 (HiSoft)
- 大連華信コンピュータ (DHC)
- サンヤード (Sunyard、信雅達)
- 中軟グループ (ChinaSoft International}
- ワンダーシェアーソフトウェア (Wondershare Software}
- EaseUS(イーザスソフトウェア)

## 製薬業
- 三九
- 東亜製薬
- 中国製薬

## 食料品
- 中国食品
- 中糧集団
- 伊利集団
- 康師傅
- 娃哈哈
- 青島ビール（チンタオビール）
- 貴州マオタイ酒
- 康師傅
- 頂新
- ハルビンビール
- 珠江ビール
- 燕京ビール
- 華潤雪花ビール
- 金威ビール
- 張裕ワイン

## 商業・流通
- 大商グループ
- 久光百貨（ひさみつ）
- 北京華聯
- ワトソンズ（屈臣氏）
- パークソン（百盛）
- 蘇寧電器
- 国美電器

## 航空会社
- 中国国際航空
- 中国東方航空
- 中国南方航空
- 中国西部航空
- 中国西南航空
- 上海航空
- 四川航空
- 天津航空
- アモイ航空
- 海南航空

## メディア関連
- 新華社通訊社
- 人民日報
- 環球時報
- 東方日報
- 中央電視台

## 不動産デベロッパー
- 恒大集団
- 碧桂園
- 大連万達